# スコット・マローン
スコット・マローン（Scott Malone、1991年3月25日 - ）は、イングランド・ウェスト・ミッドランズローリー・リージス出身のプロサッカー選手。ジリンガムFC所属。ポジションはミッドフィールダー（MF）。

## 経歴

### クラブ
9歳でウルヴァーハンプトン・ワンダラーズFCのアカデミーに入団。2009年2月にクラブとプロ契約を交わした。3月、期限付き移籍先のウーイペシュトFCでプロデビューを果たした。4月、ブダペスト・ホンヴェードFC戦でプロ初ゴールを決めた。
2012年1月、移籍金15万ポンドでAFCボーンマスに完全移籍。2012年5月、ミルウォールFCに移籍。
2015年1月、カーディフ・シティFCに移籍。2016年7月、フラムFCに移籍。
2017年7月、ハダースフィールド・タウンFCに2年契約で移籍。2018年8月、ダービー・カウンティFCに移籍。
2020-21シーズンはミルウォールFCに期限付き移籍で復帰。2021年8月28日に完全移籍となった。
2023年7月24日、ジリンガムFCに移籍。

### 代表
U-19代表歴がある。

## 所属クラブ
ユース
- ウルヴァーハンプトン・ワンダラーズFC 2002-2009

プロ
- ウルヴァーハンプトン・ワンダラーズFC 2009-2012

→ ウーイペシュトFC 2009 (loan)
→ サウスエンド・ユナイテッドFC 2009-2010 (loan)
→ AFCボーンマス 2010-2011 (loan)
→ AFCボーンマス 2011-2012 (loan)
- AFCボーンマス 2012
- ミルウォールFC 2012-2015
- カーディフ・シティFC 2015-2016
- フラムFC 2016-2017
- ハダースフィールド・タウンFC 2017-2018
- ダービー・カウンティFC 2018-2021

→ ミルウォールFC 2020-2021 (loan)
- ミルウォールFC 2021-2023
- ジリンガムFC 2023-